# Arctornis okurai
Arctornis okurai är en fjärilsart som beskrevs av Okano 1959. Arctornis okurai ingår i släktet Arctornis och familjen tofsspinnare. Inga underarter finns listade i Catalogue of Life.